# 이구아수 폭포
이구아수 폭포(브라질 포르투갈어: Cataratas do Iguaçu, [kataˈɾatɐz du iɡwaˈsu]) 또는 이과수 폭포(스페인어: Cataratas del Iguazú, [kataˈɾatas ðel iɣwaˈsu])는 브라질 파라나 주(20%)와 아르헨티나 미시오네스 주(80%)의 국경의 이구아수강에 있는 폭포이다. 이구아수강을 따라 2.7km에 걸쳐 270여개의 폭포들로 이루어져 있다. 폭포 중에는 최대 낙폭 82m인 것도 있으나 대부분은 64m이다.

## 개요
이구아수 강의 하류에 위치한 폭포는 아르헨티나 이과수 국립공원과 브라질 이구아수 국립공원으로 나뉜다. 두 공원은 1984년과 1986년에 유네스코의 세계유산에 등록되었다. 최대 낙차 80m 이상이며, 《악마의 목구멍》(La Garganta del Diablo)이 유명한 관광 명소다. 걸어서 볼 수도 있고, 배나 헬리콥터로도 관광할 수 있다. 미국의 루즈벨트 대통령 부부가 방문했을 때, 이구아수 폭포를 본 부인이 "불쌍하다. 나의 나이아가라야"라고 한 일화가 있다.

## 역사
원래 이구아수 폭포는 모든 지역이 파라과이의 영토였으나 삼국동맹전쟁에서 파라과이가 아르헨티나, 브라질, 우루과이 3국 연합군에게 대패하여 이로 인해 영토를 잃었을 때 이구아수 폭포도 상당부분 잃었다.

## 관광

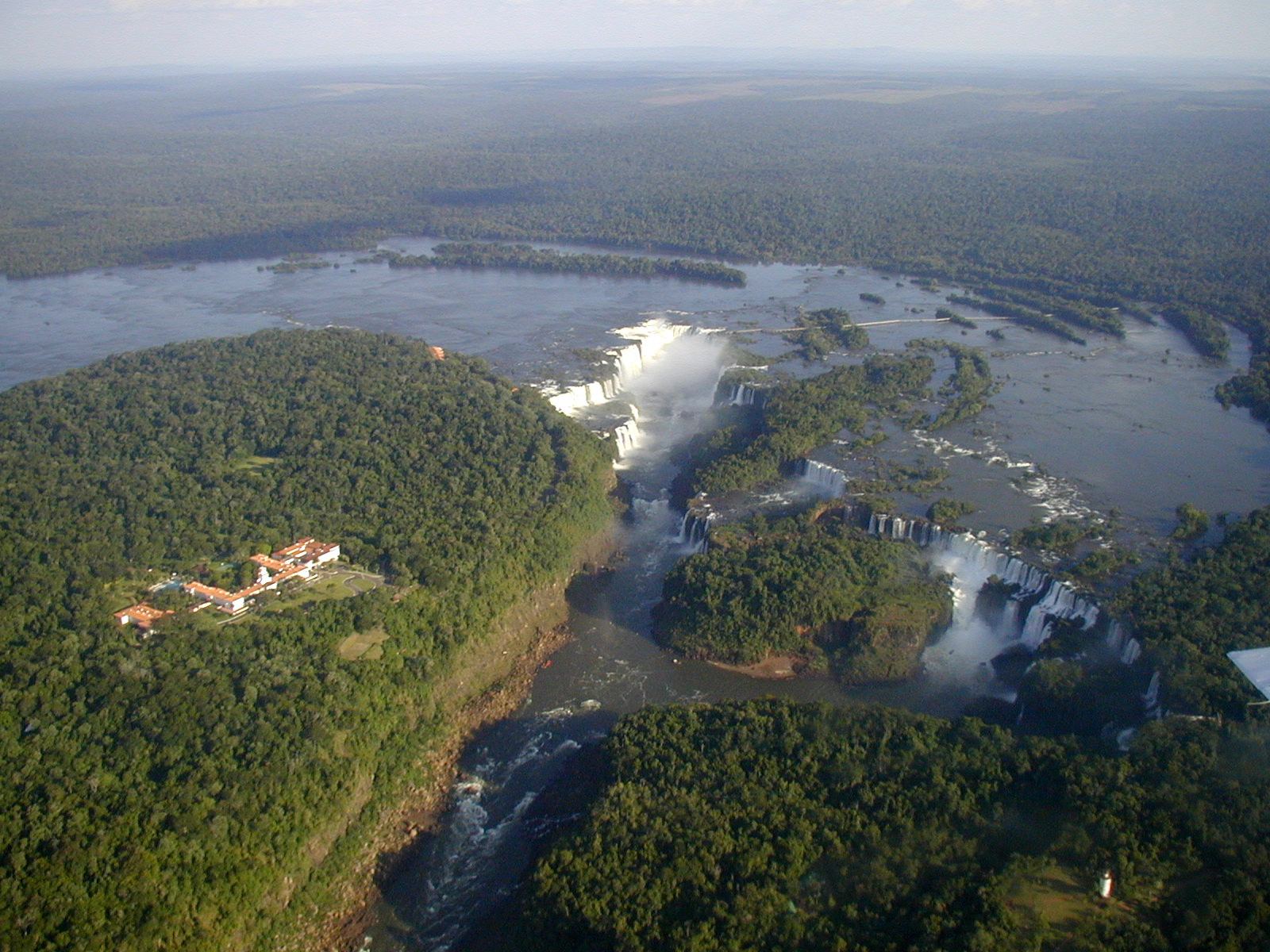
아르헨티나 측에서 헬기로 본 모습

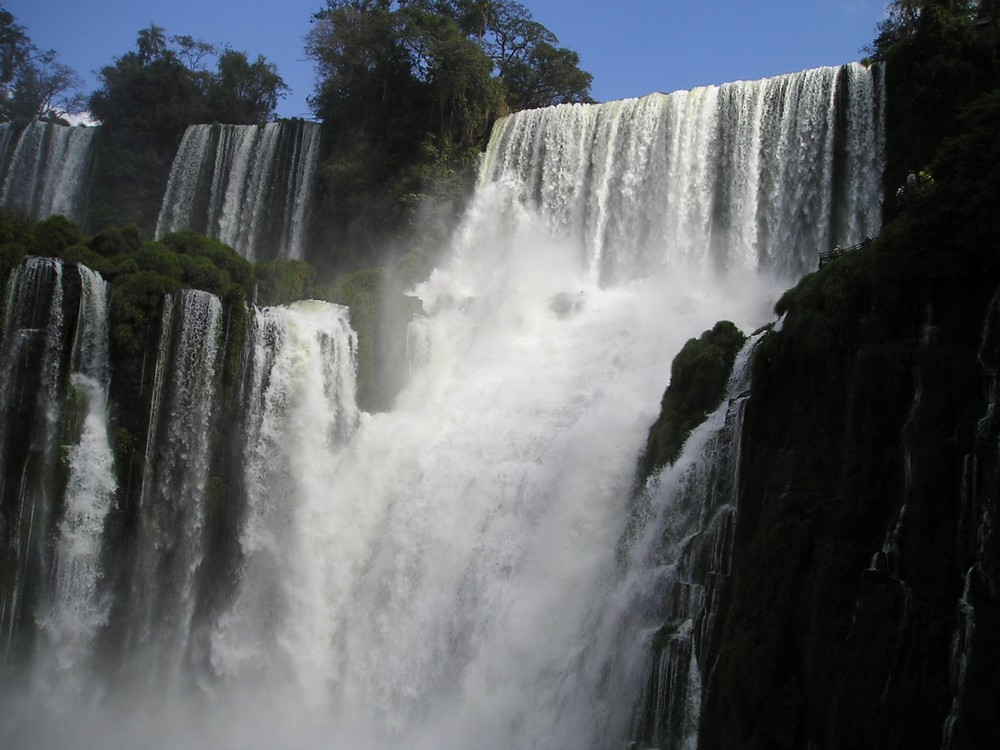
이구아수 폭포

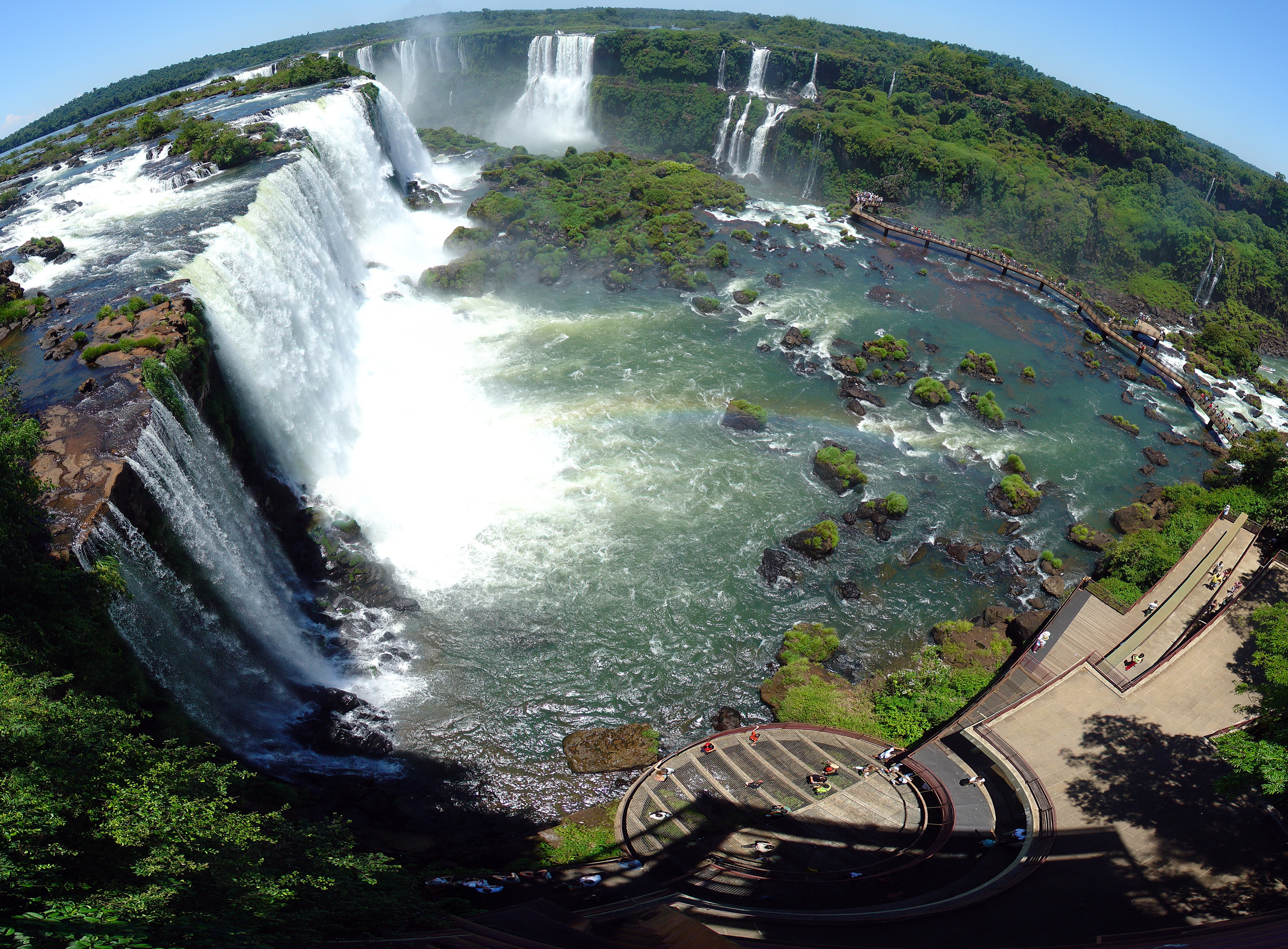
브라질 쪽 관광단지

브라질 쪽에서는 폭포의 전경을 한눈에 보기 좋다. 그러나 그 웅장함을 즐기기에는 폭포 상부까지 보행자 다리가 연결돼 있는 아르헨티나 쪽이 낫다.

### 아르헨티나에서
- 아르헨티나에서 이구아스 폭포의 관문이 되는 마을은 푸에르토이과수이다. 거리의 버스 터미널에서 노선버스를 타고, 국립공원 내의 방문객 센터 앞에서 내린 후 경 철도로 갈아 타고 종점의 산책길 입구까지 가면, 거기서부터 걸어서 폭포를 보는 것이 가장 일반적인 경로이다.
- 아르헨티나 쪽의 경관은 크고 작은 수 많은 폭포를 볼 수 있는 것이 큰 특징이며, 산책길을 걸으면서 그 경관을 즐길 수 있다(산책길은 폭포를 위로부터 바라보는 경로와 아래에서 바라보는 두가지 경로가 있다).
- 아르헨티나 쪽의 산책로에서는 《악마의 목구멍》을 위에서 내려다 보는 모습으로 바라볼 수 있다.
- 강의 중류에 있는 산마르틴 섬으로 가는 선착장에서 폭포 지역을 여행하는 보트 투어도 있다.

### 브라질에서
- 브라질에서 이구아스 폭포의 관문이 되는 도시는 파라나 주의 포스두이구아수이다. 시내에서 공항을 통해 국립 공원 입구로 가는 노선 버스가 있다. 이 버스를 타고 종점에 있는 관광 안내소에서 전용 버스로 환승하여, 종점 호텔 앞에서 산책로를 걸어 폭포까지 가는 것이 일반적인 경로이다. (이 산책로는 과거의 보수 공사 때, 관광객을 태운 채 무너진 적이 있다.
- 아르헨티나 쪽의 경관과는 달리 이곳에서는 그렇게 많은 폭포를 볼 수는 없지만, 폭포 줄기 하나 하나가 큰 것이 특징이다. 아르헨티나 쪽에 있는 《악마의 목구멍》에 버금가는 장면을 여러 번 즐길 수있다. 또한 전망대에서 악마의 목구멍 건너편에서 볼 수 있다.

### 파라과이에서
폭포의 관문이 되는 도시는 시우다드델에스테이다. 그러나 직접 폭포로 접근할 수 없기 때문에 일단 포스두이구아수로 가서 브라질 쪽에서 관광을 하거나, 직행 또는 포스두이구아수를 통해 푸에르토 이구아수로 나와 아르헨티나 쪽에서 관광을 할 수 있다.

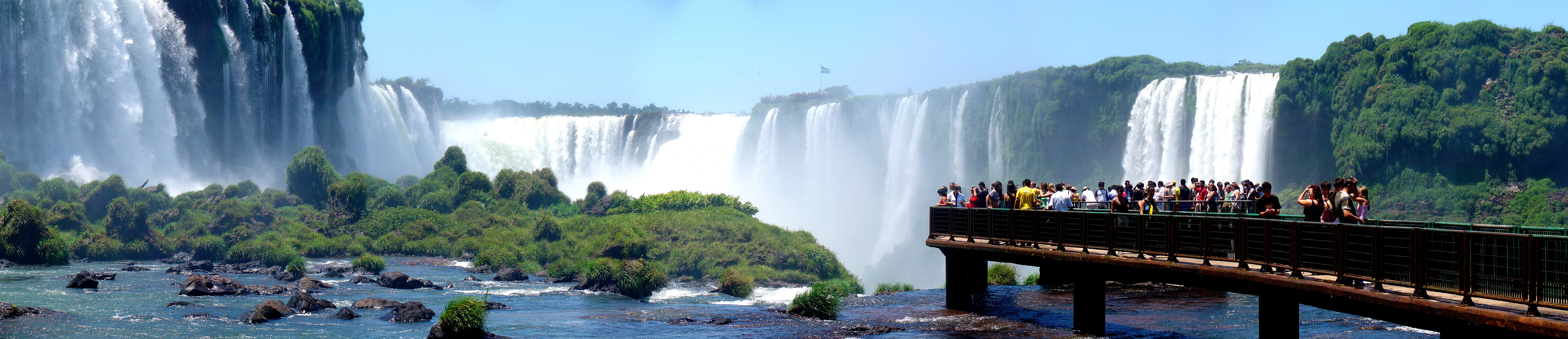
브라질에서 본 이구아수 폭포

### 거점 도시
- 아르헨티나 푸에르토이과수
- 브라질 포스두이구아수
- 파라과이 시우다드델에스테

### 세계 3대 폭포
- 나이아가라 폭포
- 빅토리아 폭포

## 기후
| Iguazu Falls (Foz do Iguacu), Brazil의 기후 | Iguazu Falls (Foz do Iguacu), Brazil의 기후 | Iguazu Falls (Foz do Iguacu), Brazil의 기후 | Iguazu Falls (Foz do Iguacu), Brazil의 기후 | Iguazu Falls (Foz do Iguacu), Brazil의 기후 | Iguazu Falls (Foz do Iguacu), Brazil의 기후 | Iguazu Falls (Foz do Iguacu), Brazil의 기후 | Iguazu Falls (Foz do Iguacu), Brazil의 기후 | Iguazu Falls (Foz do Iguacu), Brazil의 기후 | Iguazu Falls (Foz do Iguacu), Brazil의 기후 | Iguazu Falls (Foz do Iguacu), Brazil의 기후 | Iguazu Falls (Foz do Iguacu), Brazil의 기후 | Iguazu Falls (Foz do Iguacu), Brazil의 기후 | Iguazu Falls (Foz do Iguacu), Brazil의 기후 |
| 월                                          | 1월                                         | 2월                                         | 3월                                         | 4월                                         | 5월                                         | 6월                                         | 7월                                         | 8월                                         | 9월                                         | 10월                                        | 11월                                        | 12월                                        | 연간                                        |
| ------------------------------------------- | ------------------------------------------- | ------------------------------------------- | ------------------------------------------- | ------------------------------------------- | ------------------------------------------- | ------------------------------------------- | ------------------------------------------- | ------------------------------------------- | ------------------------------------------- | ------------------------------------------- | ------------------------------------------- | ------------------------------------------- | ------------------------------------------- |
| 역대 최고 기온 °C (°F)                      | 40.0 (104.0)                                | 40.0 (104.0)                                | 38.8 (101.8)                                | 36.8 (98.2)                                 | 36.0 (96.8)                                 | 32.0 (89.6)                                 | 31.3 (88.3)                                 | 35.0 (95.0)                                 | 36.8 (98.2)                                 | 39.0 (102.2)                                | 38.6 (101.5)                                | 39.4 (102.9)                                | 40.0 (104.0)                                |
| 일평균 최고 기온 °C (°F)                    | 33.0 (91.4)                                 | 32.6 (90.7)                                 | 31.1 (88.0)                                 | 28.2 (82.8)                                 | 25.2 (77.4)                                 | 23.1 (73.6)                                 | 23.7 (74.7)                                 | 25.3 (77.5)                                 | 26.9 (80.4)                                 | 28.8 (83.8)                                 | 31.0 (87.8)                                 | 32.6 (90.7)                                 | 28.5 (83.3)                                 |
| 일일 평균 기온 °C (°F)                      | 25.5 (77.9)                                 | 25.4 (77.7)                                 | 23.8 (74.8)                                 | 20.8 (69.4)                                 | 17.7 (63.9)                                 | 15.8 (60.4)                                 | 15.7 (60.3)                                 | 17.5 (63.5)                                 | 19.0 (66.2)                                 | 21.4 (70.5)                                 | 23.1 (73.6)                                 | 25.1 (77.2)                                 | 20.9 (69.6)                                 |
| 일평균 최저 기온 °C (°F)                    | 19.6 (67.3)                                 | 20.0 (68.0)                                 | 18.4 (65.1)                                 | 15.4 (59.7)                                 | 12.2 (54.0)                                 | 10.4 (50.7)                                 | 9.7 (49.5)                                  | 11.3 (52.3)                                 | 13.5 (56.3)                                 | 15.3 (59.5)                                 | 16.5 (61.7)                                 | 18.6 (65.5)                                 | 15.1 (59.2)                                 |
| 역대 최저 기온 °C (°F)                      | 9.2 (48.6)                                  | 6.8 (44.2)                                  | 5.2 (41.4)                                  | 3.0 (37.4)                                  | −1.0 (30.2)                                 | −3.1 (26.4)                                 | −4.2 (24.4)                                 | 0.0 (32.0)                                  | 1.0 (33.8)                                  | 5.0 (41.0)                                  | 6.3 (43.3)                                  | 3.8 (38.8)                                  | −4.2 (24.4)                                 |
| 평균 강수량 mm (인치)                       | 196.0 (7.72)                                | 180.1 (7.09)                                | 174.8 (6.88)                                | 151.0 (5.94)                                | 127.6 (5.02)                                | 138.3 (5.44)                                | 84.4 (3.32)                                 | 107.4 (4.23)                                | 146.6 (5.77)                                | 219.8 (8.65)                                | 153.7 (6.05)                                | 189.0 (7.44)                                | 1,868.7 (73.57)                             |
| 평균 강수일수 (≥ 1.0 mm)                    | 9                                           | 9                                           | 8                                           | 8                                           | 6                                           | 8                                           | 6                                           | 8                                           | 8                                           | 9                                           | 7                                           | 9                                           | 95                                          |
| 평균 상대 습도 (%)                          | 77                                          | 80                                          | 82                                          | 85                                          | 86                                          | 85                                          | 83                                          | 80                                          | 79                                          | 78                                          | 75                                          | 74                                          | 80.3                                        |
| 평균 월간 일조시간                          | 230.5                                       | 196.3                                       | 209.9                                       | 193.6                                       | 180.8                                       | 151.2                                       | 168.7                                       | 157.9                                       | 146.4                                       | 195.6                                       | 231.4                                       | 232.3                                       | 2,294.6                                     |
| 출처: INMET                                 |                                             |                                             |                                             |                                             |                                             |                                             |                                             |                                             |                                             |                                             |                                             |                                             |                                             |

## 같이 보기
- 이구아수 국립공원 (브라질)
- 이과수 국립공원 (아르헨티나)
- 황열병(2009년 현재 황열병 위험 지역)